# Maksim Trankov
Maksim Leonídovich Trankov (en ruso: Максим Леонидович Траньков, nacido el 7 de octubre de 1983) es un patinador ruso retirado y actual entrenador de patinaje artístico sobre hielo. Compitió con Mariya Mujórtova hasta el final de la temporada 2010. Trankov y Mujórtova fueron los medallistas de plata del Campeonato Europeo de Patinaje Artístico sobre Hielo de 2008, en el 2007 Campeones Nacionales de Rusia y campeones del Mundial Junior de 2005. En febrero de 2010 se clasificaron quintos en el mundo por la ISU.
A partir de la temporada 2010/2011 compitió con la ucraniana Tatiana Volosozhar. Con Volosozhar, ganó medallas de oro o plata en todas las competiciones en las que tomaron parte. Fueron campeones de Rusia, campeones de Europa, del mundo y dos veces campeones olímpicos.

## Carrera

### Primeros años
Al principio de su carrera, Trankov compitió con Natalia Shestakova e Irina Ulianova.

### Asociación con Mujórtova
Empezó a patinar con Mariya Mujórtova en 2003. A principios de su carrera juntos, eran conocidos por su turbulenta colaboración y por los frecuentes cambios de entrenadores. El primer entrenador de la pareja fue Nikolai Velikov durante la temporada 2003-04. Luego se entrenaron con Tamara Moskvina, que decidió dejar de trabajar con ellos por sus frecuentes peleas y los envió con de Artur Dmitriev en octubre de 2006. A finales de 2006, estaban a punto de poner fin a su carrera juntos, sin embargo, Tatiana Tarasova los disuadió y estableció contacto con Oleg Vassiliev para que los tomara como estudiantes. La pareja comenzó a trabajar con él en diciembre de 2006.

#### 2003-2004
En su primera temporada con Mujórtova, ganaron la medalla de bronce en la final del Grand Prix Júnior y en el Campeonato Mundial Júnior de 2004. La temporada siguiente, compitieron tanto en la categoría júnior como sénior del Grand Prix  y ganaron el Mundial Júnior de 2005.

#### 2005-2006
En la temporada 2005-2006, fueron enviados al Campeonato Mundial de Patinaje Artístico sobre Hielo después de que los campeones olímpicos Tatiana Totmianina y Maksim Marinin se retiraran.

#### 2006-2007
Durante la temporada 2006-2007, ganaron el Campeonato Nacional de Rusia, pero no pudieron participar en el Campeonato Europeo debido a una lesión en las prácticas. Regresaron a tiempo para el Campeonato Mundial.

#### 2007-2008
La temporada siguiente, ganaron la medalla de plata en el Campeonato Europeo de Patinaje Artístico sobre Hielo de 2008 y terminaron séptimos en el Campeonato Mundial de Patinaje Artístico sobre Hielo de 2008. Tuvieron que tomar un breve descanso en medio de su programa largo en el Mundial, porque Trankov sufría de hinchazón en el brazo, pero regresó para completar su programa después de algunas modificaciones de su traje.

#### 2008-2009
En la temporada 2008-09, Trankov y Mujórtova habían tenido considerable éxito con su programa corto, pero a menudo cometían errores en el programa libre, sobre todo ella. Aun así, se clasificaron para su primera final del Grand Prix de patinaje artístico sobre hielo, ganaron una medalla de plata en el Campeonato Europeo de Patinaje Artístico sobre Hielo de 2008 y en el Campeonato de Europa 2009 de Patinaje Artístico ganaron una medalla de bronce y se trasladaron hasta el 5.º lugar en el Campeonato Mundial de Patinaje Artístico sobre Hielo de 2010.

#### 2009-2010
En la temporada 2009-10, a la pareja se le asignó el Trofeo Eric Bompard de 2009, donde consiguieron su mejor puntuación global hasta la fecha y derrotaron a los dos veces campeones mundiales Aliona Savchenko y Robin Szolkowy. Su segundo evento en el Grand Prix fue Skate Canada, donde quedaron en segundo lugar. Ganaron otra medalla de bronce en el Campeonato Europeo de Patinaje Artístico sobre Hielo de 2009, pero terminaron en séptimo lugar en los Juegos Olímpicos de Vancouver 2010. En el Mundial de 2010 celebrado en Turín, Italia, en marzo de 2010, terminaron en 4.º lugar. Poco después, decidieron separarse y continuar su carrera con nuevas parejas. Trankov citó dificultades personales como la razón de la separación e incluso consideró retirarse del patinaje competitivo. Después de que su exentrenador Oleg Vasiliev, diera un par de entrevistas donde culpaba a la federación rusa de la separación de Mujórtova y Trankov, y acusara a este de conspirar en contra de la pareja en las olimpíadas Trankov decidió dar su versión de los hechos y dejó claro hubiese terminado la asociación con María incluso si la oportunidad de patinar con Volosozhar no se hubiera presentado. Trankov y Mujórtova siguieron patinando juntos en exhibiciones hasta el final de abril debido a las obligaciones contractuales.

### Asociación con Volosozhar
Trankov y Tatiana Volosozhar empezaron a patinar juntos en mayo, de 2010, con Nina Mozer como entrenadora, Stanislav Morozov como entrenador asistente y Nikolai Morozov como coreógrafo. De acuerdo con las normas de la ISU, Volosozhar debió esperar un año, hasta marzo de 2011, antes de poder representar a Rusia en competiciones internacionales. En su primera aparición juntos en el Campeonato Mundial ganaron la medalla de plata.

#### 2011-2012
Trankov y Volosozhar ganaron los dos eventos clasificatorios para la final del Grand Prix de patinaje artístico sobre hielo, y consiguieron la medalla de plata en la final, por detrás de la pareja Savchenko y Szolkowy. Estos no participaron en el Campeonato Europeo de 2012 y Trankov y Volosozhar se proclamaron campeones con una amplia ventaja sobre los segundos clasificados, a pesar de errores en el aterrizaje de uno de los saltos lanzados y en una elevación.
Iniciaron el Campeonato Mundial con una nota mediocre en el programa corto, tras una caída inesperada en uno de los elementos más fáciles de programa. En el programa libre lograron superar esa desventaja y ganaron la medalla de plata, con su mejor puntuación hasta la fecha y separados solo por 0,11 puntos de los ganadores Savchenko y Szolkowy.

#### 2012-2013
En la serie del Grand Prix de la temporada 2012/2013 obtuvieron sendas medallas de oro en Skate America y, a pesar de varios fallos en el programa libre, en la Copa Rostelecom, clasificándose para la final, donde consiguieron una nueva victoria. Ganaron de nuevo el Campeonato de Rusia, y compitieron en el Campeonato Europeo de 2013 a pesar de que el padre de Trankov había fallecido la semana anterior. Se proclamaron campeones, derrotando a Savchenko y Szolkowy por primera vez en una competición. En marzo, ganaron el Campeonato Mundial y establecieron un récord de puntuación.

#### 2013-2014
Participaron en las competiciones del Grand Prix Skate America y Trofeo NHK. En Skate America obtuvieron la medalla de oro con puntuaciones récord tanto en el programa corto como en el libre. Igualmente, obtuvieron el primer puesto en el Trofeo NHK, y se clasificaron para la final, donde ganaron el programa corto pero acabaron con la medalla de plata tras dos errores en sendos saltos en el programa libre. Después de proclamarse de nuevo campeones de Rusia, ganaron el Campeonato Europeo en Budapest a pesar de un programa libre mediocre, beneficiándose de la retirada de sus principales rivales, Savchenko y Szolkowy, por enfermedad. En los Juegos Olímpicos de Sochi obtuvieron dos medallas de oro, en la competición por equipos y en la competición por parejas. No tomaron parte en el Campeonato Mundial de esta temporada.No participaron en el Campeonato Mundial de esta temporada. Tras los Juegos Olímpicos anunciaron su compromiso y se casaron el 18 de agosto de 2015.

#### Temporada 2015-2016
Tras decidir retirarse temporalmente durante la temporada 2014-2015, volvieron a la competición deportiva en la siguiente temporada. Ganaron el Trofeo Nebelhorn de 2015 y el programa corto del Trofeo Éric Bompard, pero no pudieron completar el programa libre al cancelarse el resto del evento a causa del estado de emergencia declarado tras los atentados terroristas en París del 13 de noviembre. También contaban con participar en el Trofeo NHK, pero se retiraron una semana antes de la competición debido a una lesión que Volosozhar sufrió durante el entrenamiento.
En el Campeonato Europeo de 2016 se proclamaron campeones por un amplio margen. Quedaron terceros en el programa corto del Campeonato Mundial, con una buena actuación excepto por un error de Volosozhar al aterrizar un salto lanzado. tras el programa libre, en el que cometieron varios errores, descendieron al sexto puesto.
Volosozhar y Trankov no compitieron durante la siguiente temporada, mientras esperaban a su hija, nacida en 2017.

## Programas

### Programas con Mujórtova
| Temporada | Programa corto                   | Programa Libre                                          | Exhibición                          |
| --------- | -------------------------------- | ------------------------------------------------------- | ----------------------------------- |
| 2009-2010 | Appassionata de Secret Garden    | Love Story de Francis Lai                               | Una Vie D'Amour de Charles Aznavour |
| 2008-2009 | Nobody Home de Pink Floyd        | The Lady and the Hooligan de Dmitri Shostakóvich        |                                     |
| 2007-2008 | Otonal de Raúl di Blasio         | Prelude in C Sharp minor de Sergéi Rajmáninov           |                                     |
| 2006-2007 | Music for Cinema de A. Schnittke | Elegi de Sergéi Rajmáninov                              |                                     |
| 2005-2006 | Baxter(banda sonora)             | Rapsodia sobre un tema de Paganini de Sergéi Rajmáninov |                                     |
| 2004-2005 | Quidam de Rene Dupere            | El día que me quieras de Raúl di Blasio                 |                                     |
| 2003-2004 | White Nights de Schwartz         | The Day When Loving You de Raúl di Blasio               |                                     |

### Programas con Volosozhar
| Temporada | Programa corto                                                       | Programa Libre | Exhibición |
| --------- | -------------------------------------------------------------------- | --- | ---------- |
| 2010-2011 | Carmina Burana                                                       | Romeo y Julieta |            |
| 2011-2012 | Bring Me Back To Life de Evanescence con arreglos de Alex Goldshtein | Banda sonora de Black Swan de Clint Mansell, Piotr Chaikovski                                                           |            |
| 2012-2013 | Tema del El padrino de Nino Rota                                     | «Violin Muse» de Ikuko Kawai, basada en la Partita para violín No. 2 de Juan Sebastián Bach y Chaconne de Tomaso Vitali |            |
| 2013-2014 | Vals de Mascarada deAram Jachaturián                                 | Jesucristo Superstar de Andrew Lloyd Weber                                                                              |            |
| 2015-2016 | Nagada Sang Dhol por Siddharth-Garima                                | Banda sonora de Bram Stoker's Dracula                                                                                   |            |

## Campeonatos

### Con Mujórtova
| Evento                                                 | 2003-2004 | 2004-2005 | 2005-2006 | 2006-2007 | 2007-2008 | 2008-2009 | 2009-2010 |
| ------------------------------------------------------ | --------- | --------- | --------- | --------- | --------- | --------- | --------- |
| Juegos Olímpicos de Invierno                           |           |           |           |           |           |           | 7.º       |
| Campeonato Mundial                                     |           |           | 12.º      | 11..º     | 7.º       | 5.º       | 4.º       |
| Campeonato Europeo                                     |           |           |           |           | 2.º       | 3.º       | 3.º       |
| Campeonato Mundial Junior                              | 3.º       | 1.º       |           |           |           |           |           |
| Campeonato Nacional de Rusia                           | 1.ºJ      |           | 3.º       | 1.º       | 2.º       | 2.º       | 2.º       |
| Final del Grand Prix de patinaje artístico sobre hielo |           |           |           |           |           | 6.º       | 4.º       |
| Trofeo Eric Bompard                                    |           |           |           |           | 3.º       | 2.º       | 1.º       |
| Skate Canada                                           |           |           | 7.º       |           |           |           | 2.º       |
| Skate America                                          |           |           |           | 5.º       |           | 3.º       |           |
| Copa de Rusia                                          |           | 6.º       | 4.º       | 7.º       | 4.º       |           |           |
| Nebelhorn Trophy                                       |           |           |           |           |           | 2.º       |           |
| Finlanda Trophy                                        |           |           |           |           | 1.º       |           |           |
| Universiadas                                           |           | 3.º       |           |           |           |           |           |
| Junior Gran Prix Final                                 | 3.º       | 1.º       |           |           |           |           |           |
| Junior Gran Prix, Alemania                             |           | 1.º       |           |           |           |           |           |
| Junior Gran Prix, China                                |           | 1.º       |           |           |           |           |           |
| Junior Gran Prix, Polonia                              | 1.º       |           |           |           |           |           |           |
| Junior Gran Prix, Ostrava                              | 1.º       |           |           |           |           |           |           |

J=Nivel Junior

### Con Volosozhar
| Evento                                                 | 2010-2011 | 2011-2012 | 2012-2013 | 2013-2014 | 2015-2016 |
| ------------------------------------------------------ | --------- | --------- | --------- | --------- | --------- |
| Juegos Olímpicos de Invierno                           |           |           |           | 1.º       |           |
| Campeonato Mundial                                     | 2.º       | 2.º       | 1.º       |           | 6.º       |
| Campeonato Europeo                                     |           | 1.º       | 1.º       | 1.º       | 1.º       |
| Campeonato Nacional de Rusia                           | 1.º       | 1.º       |           | 1.º       |           |
| Final del Grand Prix de patinaje artístico sobre hielo |           | 2.º       | 1.º       | 2.º       |           |
| Trofeo Éric Bompard                                    |           | 1.º       |           |           |           |
| Skate Canada                                           |           | 1.º       |           |           |           |
| Skate America                                          |           |           | 1.º       | 1.º       |           |
| Copa Rostelecom                                        |           |           | 1.º       |           |           |
| Trofeo NHK                                             |           |           |           | 1.º       |           |
| Nebelhorn Trophy                                       |           | 1.º       | 1.º       | 1.º       | 1.º       |